# Francesco Aspesi
Francesco Aspesi (Gallarate, 14 gennaio 1938 – Gallarate, 25 ottobre 2020) è stato un imprenditore, glottologo e orientalista italiano.

## Biografia
Figlio dell'industriale Federico Aspesi e di Alessandra Gasparoli, Francesco Aspesi si diplomò in ragioneria e per diverso tempo si dedicò alla ditta di famiglia, un'impresa storica di Gallarate attiva dal 1903, che produce filati e tessuti. Subentrato alla direzione alla morte del padre, nel 1968, nel 1972 ne uscì per dedicarsi agli studi (vi rientrerà definitivamente nel 1978, alternando questa occupazione con la sua attività di ricercatore universitario).
Dopo aver conseguito la maturità classica, si iscrisse all'Università degli Studi di Milano dove fu allievo di Enzo Evangelisti e di Maria Luisa Mayer.
Dal 1976 ha insegnato Semitistica nel Dipartimento di Scienze dell'Antichità della stessa Università.

Nella sua ricerca Aspesi si è occupato a fondo, tra linguistica e antropologia, delle culture del Mediterraneo nell'Antichità.
In particolare, nel suo libro Gli uccelli del Faro. Breve saggio di filologia alata (Mimesis, Milano 2015), è riuscito a fondere campi apparentemente diversi di studi – il greco e le lingue semitiche, ma anche il sostrato egeo-cananaico e la poesia di Kavafis –  e a creare un esempio raro di scrittura, tra letteratura di invenzione e studio accademico.

## Opere
- La distinzione dei generi nel nome antico-egiziano e semitico, La Nuova Italia, Firenze, 1977.
- Studi di linguistica camito-semitica, Presentazione di Vermondo Brugnatelli, Centro Studi Camito Semitici, Milano, 2004, ISBN 88-901537-0-9 https://sites.unimi.it/cuscus/pubblicazioni/SCS7.html
- Archeonimi del labirinto e della ninfa, L'Erma di Bretschneider, Roma, 2011, ISBN 978-88-8265-595-2
- Gli uccelli del Faro. Breve saggio di filologia alata, Presentazione di Alex Passi, Mimesis, Milano, 2015, ISBN 978-88-5752-810-6